# Festes d'hivern d'Ibi
Les festes d'hivern són un conjunt d'actes que se celebren en la localitat valenciana d'Ibi (l'Alcoià), entre els dies 13 de desembre i 6 de gener.
Estes festes són l'evolució de les antigues Festes al Naixement del Xiquet Jesús, i entre els seus actes trobem manifestacions locals com ara balls, bàndols, o una simbòlica presa del poder local per un grup de persones anomenats els enfarinats.
La primera documentació que menciona esta festa és de l'any 1797, encara que 200 anys abans, en 1597, trobem una acta del Consell que sembla situar l'origen del "Ball del Virrei".
L'any 1957 les festes d'hivern varen deixar de celebrar-se, i no fon fins a l'any 1979 que un grup de persones les va recuperar. Hui dia la celebració té bona salut i és molt coneguda a Ibi i tota la contornada.
En alguns actes d'estes festes es duen a terme les Danses d'Ibi, un repertori de balls antics i típics de la vila, en el qual els ballarins es distribuïxen en dos grups: els fadrins i els casats.
L'acte més conegut és el que se celebra el 28 de desembre, el dia de la Festa dels enfarinats, en el qual un grup de persones prenen el poder del poble i mantenen contra l'"oposició" una guerra de farina, ous i pólvora.
Nombrosos mitjans de comunicació de tot Espanya acudixen cada any a Ibi per a informar d'una de les festes valencianes més antigues.
Al juliol de 2009 varen ser declarades Festes d'Interés Turístic Autonòmic.